# زانک گورگن آملانگسی
زانک گورگن آملانگسی (به آلمانی: Sankt Georgen am Längsee) یک منطقهٔ مسکونی در اتریش است که در Sankt Veit an der Glan District واقع شده‌است. زانک گورگن آملانگسی ۳٬۶۴۳ نفر جمعیت دارد.

## خواهرخوانده
شهر زوپولا خواهرخواندهٔ زانک گورگن آملانگسی هست.